# Dolichopus ussuriensis
Dolichopus ussuriensis är en tvåvingeart som beskrevs av Stackelberg 1930. Dolichopus ussuriensis ingår i släktet Dolichopus och familjen styltflugor. Inga underarter finns listade i Catalogue of Life.